# Huangcun, Dongyuan
Huangcun är en köping i sydöstra Kina. Den ligger i Dongyuan härad i staden Heyuan i provinsen Guangdong, omkring 210 kilometer öster om provinshuvudstaden Guangzhou. Antalet invånare är 34 478. Befolkningen består av 17 147 kvinnor och 17 331 män. Barn under 15 år utgör 33 %, vuxna 15-64 år 55 %, och äldre över 65 år 11,0 %.